# Elephant & Castle (métro de Londres)
Pour les articles homonymes, voir Elephant and Castle (homonymie).
Elephant & Castle (ˈeləfənt æn(d) kaːsḷ) est une station de la Bakerloo line et de la Northern line, du métro de Londres, en zone 1 & 2. C'est le terminus sud de la Bakerloo line. Elle est située dans les quartiers Elephant and Castle et Newington à Chesham dans le Borough londonien de Southwark.

## Histoire
La station a été construite en deux étapes. La Northern Line, à l'époque une partie du City & South London Railway (C&SLR), ouvrit le 18 décembre 1890, puis la section Baker Street & Waterloo Railway (B&WR) le 6 août 1906.  Quoique les deux lignes fussent gérées par des compagnies différentes, elles furent connectées sous terre à partir du 10 août 1906.  La station du C&SLR était semblable à celle de Kennington, et fut rebâtie partiellement dans les années 1920 quand les tunnels furent modernisés. Elle fut rebâtie de nouveau lors de la construction du centre commercial et du rond-point en surface dans les années 1960, et de nouveau au début du XXIe siècle. La station B&WR par contre reste assez semblable à ce qu'elle fut dès le début. La principale modernisation fut la construction d'une extension largement en verre sur la façade ouest.

## À proximité
- Elephant and Castle
- Newington
- Ministry of Sound